# Pistosia apicalis
Pistosia apicalis es una especie de insecto coleóptero de la familia Chrysomelidae.
Fue descrita científicamente en 1896 por Gestro.